# Bradya atlantica
Bradya atlantica är en kräftdjursart som beskrevs av Nicolaus Gustavus Bodin 1968. Bradya atlantica ingår i släktet Bradya och familjen Ectinosomatidae. Inga underarter finns listade i Catalogue of Life.